# Angelika Duganisch-Neeb
Angelika Duganisch-Neeb (* 14. Juni 1958 in Hadamar) ist eine deutsche Lyrikerin. 
Nach dem Abitur an einem altsprachlichen Gymnasium absolvierte sie Ausbildungen zur Floristin, Gärtnermeisterin und Hauswirtschafterin. Sie lebt in der rheinland-pfälzischen Stadt Rennerod, wo sie zusammen mit ihrem Ehemann hauptberuflich eine Gärtnerei betreibt. Seit dem Jahr 1999 ist sie darüber hinaus zertifizierte „Pflanzendoktorin“ der in Neustadt an der Weinstraße ansässigen Gartenakademie Rheinland-Pfalz und dementsprechend beratend tätig.
In ihrem Schreiben orientiert sie sich zumeist an naturverbundenen, naturphilosophischen und floralen Motiven. Im Jahr 2009 publizierte sie 125 ihrer Gedichte in einem Sammelband. Duganisch-Neeb stellte ihr literarisches Werk auf diversen Lesungen in West- und Mitteldeutschland vor, so beispielsweise im Mai 2010 in Dickendorf, im September 2011 in Bad Ems, im März 2012 in Westerburg und in Bad Marienberg, im Mai 2014 auf der hessischen Landesgartenschau in Gießen sowie im August 2015 auf der rheinland-pfälzischen Landesgartenschau in Landau in der Pfalz.

## Publikationen
- Angelika Duganisch-Neeb: Meine Welt. Eine lyrische Reise. August von Goethe Literaturverlag, Frankfurt am Main, 2009, ISBN 978-3-837-20427-8.